# 王皇后 (唐高宗)
王皇后（おうこうごう）は、中国の唐の高宗李治の廃后。本貫は并州祁県。

## 経歴
王仁祐（王秉の孫）と柳氏のあいだの娘として生まれた。美女として知られたが性格は堅苦しかったという。従祖母の同安長公主が太宗に推薦したため、晋王李治の妃となった。643年には李治の立太子にともない皇太子妃となった。649年、太宗の崩御により李治が皇帝に即位。650年、王氏は皇后に立てられた。しかし子に恵まれず、蕭淑妃が高宗の寵愛を受け始めると、蕭淑妃一派との対立が深まって次第に権勢を失っていった。皇后の母方の祖父の柳奭の画策により、652年には劉夫人の子の李忠が皇太子となったものの、蕭淑妃による李素節を皇太子に立てようとする工作は続いた。皇后は苦肉の策として、武照（武則天）を自身の一派の宮女として召し出して高宗に近づけさせ、高宗と蕭淑妃との間を割こうと試みた。
結果、高宗の寵愛を蕭淑妃からそらし、追い落とすことには成功したが、武照が代わって寵愛を得ることとなり、自身を追いつめることになった。655年、武照の娘（安定思公主）を殺したという嫌疑を誣告され、媚蠱を行なったとの悪評も手伝って廃后とされ、庶民に落とされた。この時、捕えられた彼女に高宗が面会したと言われ、彼女は涙を流して身の潔白を訴えたという。
武照が代わって立后されると、罪を着せられ厳しい刑罰を科せられた後、刑死した。以後、一族も追われ、姓も「王」から「蟒」（ウワバミ、蛇の一種）に変えられた。また、蕭淑妃も武后によって捕えられて極刑に処せられ、遺族も姓を「梟」（フクロウ、子が親を食う不孝の鳥とされていた）と変えられた。一説によれば、このとき武照は2人が二度と生き返らないように、四肢を切断した上で「骨まで酔わせてやる」と言って酒壷に投げ込んだため、王氏と蕭氏は酒壷の中で数日間泣き叫んだ後に絶命したという。また、蕭氏は死の間際に、武照が生まれ変わったら鼠になれ、自身は猫に生まれ変わって食い殺してやる、と呪いながら死んだといわれ、後年の武照は宮中で猫を飼うのを禁じたといわれる。

## 伝記資料
- 『旧唐書』巻五十一 列伝第一「高宗廃后王氏伝」
- 『新唐書』巻七十六 列伝第一「王皇后伝」